# Hyposerica pruinosella
Hyposerica pruinosella är en skalbaggsart som beskrevs av Brenske 1899. Hyposerica pruinosella ingår i släktet Hyposerica och familjen Melolonthidae.
Artens utbredningsområde är Madagaskar. Inga underarter finns listade i Catalogue of Life.